# スコーピオン (映画)
『スコーピオン』（原題：3000 Miles to Graceland）は、2001年のアメリカ映画。

## ストーリー
刑務所から出所したマイケルは4人の仲間とともに、エルヴィス・ウィークに沸くラスベガスを訪れた。
彼等はエルヴィス・プレスリーそっくりさんコンテストの参加者を装ってホテルを訪れ、そこのカジノの収益金を奪うという計画を立てていた。
計画は成功し、彼等はシビルの経営するモーテルへと戻った。だが、仲間の一人であるマーフィが奪った大金を独り占めしようとして他の仲間に銃を向けた。

## キャスト
※括弧内は日本語吹替
- マイケル・ゼーン - カート・ラッセル（山路和弘）
- トーマス・J・マーフィ - ケビン・コスナー（津嘉山正種）
- シビル・ウィングロー - コートニー・コックス（田中敦子）
- ハンソン - クリスチャン・スレーター（藤原啓治）
- FBI捜査官ダミトリー - ケヴィン・ポラック（岩崎ひろし）
- ガス - デヴィッド・アークエット（伊藤健太郎）
- ジェイ・ピーターソン - ジョン・ロヴィッツ（楠見尚己）
- ジャック - ハウイー・ロング（英語版）（楠大典）
- クイグリー - トーマス・ヘイデン・チャーチ（中田和宏）
- フランクリン - ボキーム・ウッドバイン（坂口候一）
- ハミルトン - アイス・T（大川透）
- ジェシー・ウィングロー - デヴィッド・ケイ（くまいもとこ）

## 評価
レビュー・アグリゲーターのRotten Tomatoesでは97件のレビューで支持率は14%、平均点は3.60/10となった。Metacriticでは30件のレビューを基に加重平均値が21/100となった。

## 受賞・ノミネート
第22回ゴールデンラズベリー賞
- ノミネート：最低作品賞
- ノミネート：最低主演男優賞 - ケヴィン・コスナー
- ノミネート：最低助演女優賞 - コートニー・コックス
- ノミネート：最低脚本賞 - リチャード・レッコ、デミアン・リヒテンスタイン
- ノミネート：最低スクリーン・カップル賞 - カート・ラッセル、ケビン・コスナー、コートニー・コックス